# Ocotea perforata
Ocotea perforata är en lagerväxtart som beskrevs av André Joseph Guillaume Henri Kostermans. Ocotea perforata ingår i släktet Ocotea och familjen lagerväxter. Inga underarter finns listade i Catalogue of Life.